# Fatlarspitze
Die Fatlarspitze ist ein 2986 m ü. A. hoher Berg in der Verwallgruppe im österreichischen Tirol.

## Lage und Umgebung
Die Fatlarspitze liegt innerhalb der Kartellgruppe im Verwall. Nächsthöherer Berg ist die etwa 1 km weiter westlich gelegene Saumspitze. Nordwestlich liegt der Kartellferner mit dem Kartellsee. Südlich und östlich der Fatlarspitze verläuft der Hoppe-Seyler-Weg von der Niederelbehütte über die Kieler Wetterhütte (die etwa 0,3 km östlich des Gipfels liegt) zur Darmstädter Hütte.

## Routen zum Gipfel
Der Normalweg auf die Fatlarspitze führt von der Kieler Wetterhütte im Schwierigkeitsgrad II der UIAA-Skala in einer Stunde auf den Gipfel.